# Karol Szwarc
Karol Edward Szwarc (ur. 1937) – polski dziennikarz, ekonomista i urzędnik państwowy, w latach 1997–1998 podsekretarz stanu w Ministerstwie Finansów.

## Życiorys
Absolwent Wydziału Nauk Ekonomicznych Uniwersytetu Warszawskiego (1960). Od 1959 przez 30 lat pracował w redakcji tygodnika „Życie Gospodarcze”. Uczestniczył w obradach Okrągłego Stołu po stronie rządowej w zespole ds. gospodarki i polityki społecznej.
W latach 1989–1991 pozostawał sekretarzem stanu w Centralnym Urzędzie Planowania, następnie był radcą w Ambasadzie RP w Budapeszcie. Został szefem Klubu 500, zrzeszającego największe polskie przedsiębiorstwa. W 1993 powrócił do redakcji „Życia Gospodarczego”, obejmując fotel redaktora naczelnego; w 1995 po konflikcie z wydawcą rozpoczął kierowanie czasopismem „Nowe Życie Gospodarcze”. Od 3 marca 1997 do 8 stycznia 1998 pełnił funkcję podsekretarza stanu w Ministerstwie Finansów, odpowiedzialnego za nadzór nad systemem bankowym, ubezpieczeniami i Instytutem Finansów. Pełnił funkcję powiernika BRE Banku Hipotecznego. Został także doradcą prezes Narodowego Banku Polskiego Hanny Gronkiewicz-Waltz oraz doradcą ekonomicznym Prezydenta RP Aleksandra Kwaśniewskiego.
W 2000 otrzymał Krzyż Oficerski Orderu Odrodzenia Polski.